# Ertuğrul Günay

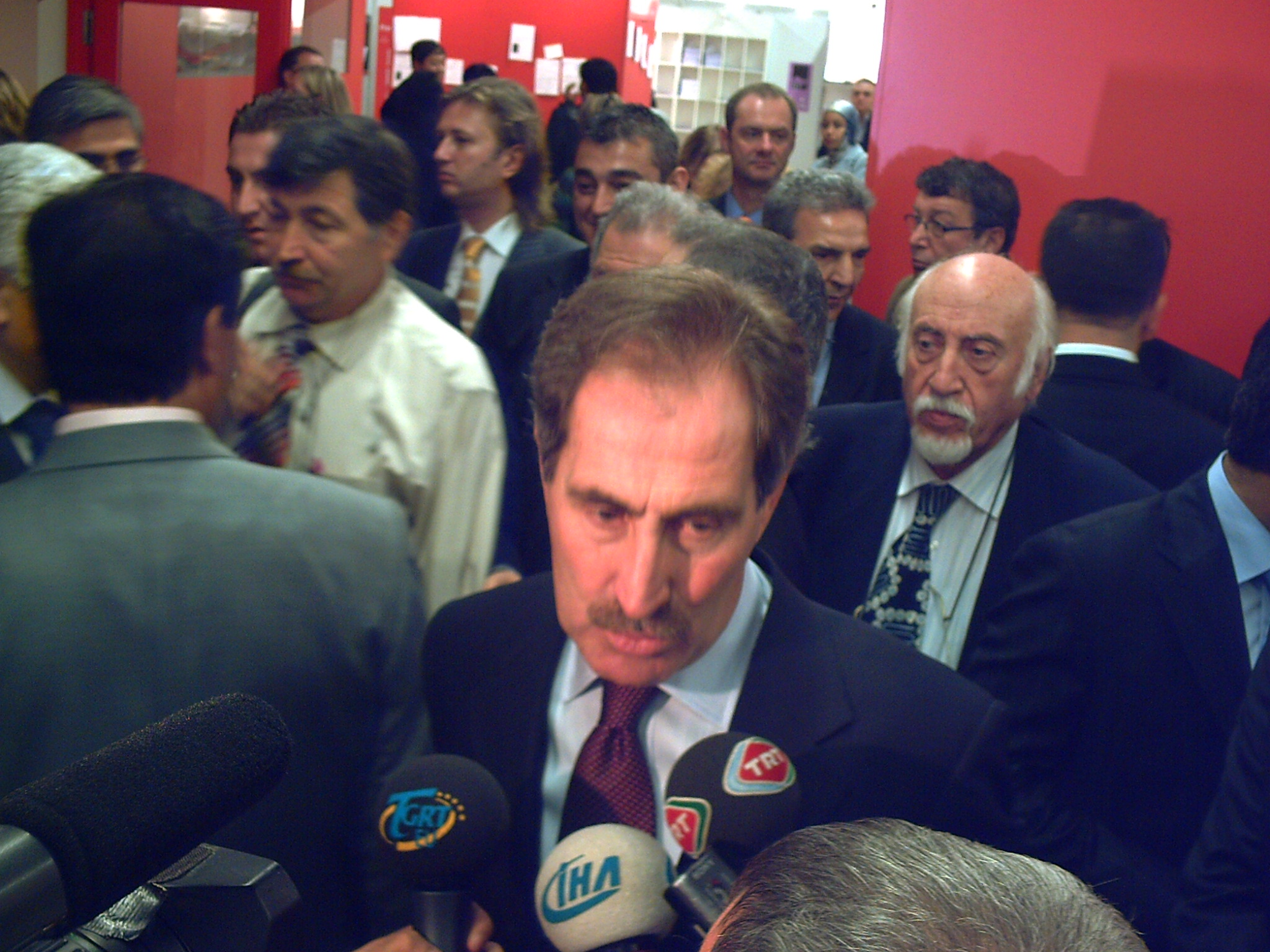
Ertuğrul Günay am 11. Oktober 2007
bei der Frankfurter Buchmesse in Frankfurt am Main

Ertuğrul Günay (* 1. März 1947 in Altınordu) ist ein türkischer Jurist, Politiker und ehemaliger Kultur- und Tourismusminister der Republik Türkei.

## Leben
Er absolvierte 1969 die Fakultät für Rechtswissenschaften an der Universität İstanbul. Danach arbeitete Günay als freier Anwalt in Ordu. Er war einflussreiches Mitglied einer Gruppe türkischer Intellektueller, die während des Bosnienkriegs nach Bosnien gingen. Günay war Mitbegründer der zivilen Bewegungen „Ost-Konferenz“ (Doğu Konferansı) und „Neue Politik-Aktion“ (Yeni Siyaset Girişimi). Er schrieb für verschiedenen Zeitungen und Zeitschriften und veröffentlichte zwei Bücher.
1973 wurde Günay bei dem Schreibwettbewerb der Cumhuriyet Halk Partisi (CHP) für das 50-jährige Jubiläum der Partei Erster. Sein Text trug den Titel „Von der Staatspartei zur Volkspartei“ (Devlet Partisi’nden Halk Partisi’ne). Zwischen 1974 und 1977 war er Provinzparteichef der CHP in der Provinz Ordu. Während der Jahre der parteiinneren Opposition gegen den damaligen Parteichef Ecevit war Günay auf der Seite der Anhänger Baykals. Ertuğrul Günay war Abgeordneter der CHP für die Provinz Ordu in der 16. Legislaturperiode (5. Juni 1977 bis 12. September 1980) der Großen Nationalversammlung der Türkei. In dieser Legislaturperiode war Günay mit seinen 30 Jahren der jüngste Abgeordnete.
Ertuğrul Günay galt zu dieser Zeit in der CHP als ein politisch sehr links stehendes Mitglied. Nach dem Militärputsch in der Türkei am 12. September 1980 wurde er mit dem Verdacht auf Mitgliedschaft bei Devrimci Yol verhaftet und musste eine einjährige Haftstrafe absitzen. Zwischen den Jahren 1986 und 1987 war Günay Provinzparteichef der SHP (Sosyaldemokrat Halkçı Parti) in Ankara. Zwischen 1990 und 1991 war er stellvertretender Generalsekretär der SHP. Günay beteiligte sich an den Vorbereitungen, die nach dem Putsch verbotene CHP wieder ins Leben zu rufen. Zwischen dem 9. September 1992 und 1994 war er Generalsekretär der CHP. 1995 verließ er die Partei, um 1999 wieder aktiv in die Politik einzusteigen. Bei den damaligen Parlamentswahlen schaffte die CHP den Einzug in das Parlament nicht. Er wurde aufgrund von Meinungsunterschieden mit der Parteiführung aus der Partei verwiesen.
2007 wurde Günay überraschenderweise Mitglied der Adalet ve Kalkınma Partisi (AKP). Bei der Parlamentswahl im Jahre 2007 wurde Günay als Abgeordneter der AKP für die Provinz İstanbul für die 22. Legislaturperiode (4. August 2007 – ) in die Große Nationalversammlung der Türkei gewählt. Günay war seit dem 29. August 2007 Mitglied des II. Erdoğan-Kabinetts der AKP-Regierung unter Erdoğan, in dem er bis zum 24. Januar 2013 Kultur- und Tourismusminister war.
Günay ist verheiratet und Vater zweier Kinder.
Günay erhielt 2011 das Große Goldene Ehrenzeichen am Bande für Verdienste um die Republik Österreich.
Am 27. Dezember 2013 gab Günay aus Protest gegen den Korruptionsskandal der AKP seinen Austritt aus der Partei bekannt.